# Monolith Productions
Monolith Productions är en amerikansk datorspelsutvecklare med huvudkontor i Kirkland, Washington. Grundat 1994.
2004 köptes företaget upp av Time Warner.

## Spel som Monolith Productions utvecklat
- 1997 - Claw
- 1997 - Blood
- 1997 - Blood - Plasma Pak (expansionspaket)
- 1998 - Blood II: The Chosen
- 1998 - Blood 2: Nightmare Levels Expansion (expansionspaket)
- 1998 - Get Medieval
- 1999 - Gruntz
- 1999 - Shogo: Mobile Armor Division
- 2000 - No One Lives Forever (även till Playstation 2)
- 2000 - Sanity: Aiken's Artefact (även till Sega Dreamcast)
- 2001 - Aliens versus Predator 2
- 2001 - Tex Atomic's Big Bot Battles
- 2002 - No One Lives Forever 2: A Spy in H.A.R.M.'s Way
- 2003 - Contract J.A.C.K.
- 2003 - Tron 2.0
- 2004 - Tron 2.0: Killer App (2004) (även till Xbox)
- 2005 - The Matrix Online
- 2005 - F.E.A.R. (även till Xbox 360 och Playstation 3)
- 2005 - Condemned: Criminal Origins (även till Xbox 360)
- 2008 - Condemned 2 (Playstation 3 och Xbox 360)
- 2009 - F.E.A.R. 2: Project Origin (även till Xbox 360 och Playstation 3)
- 2012 - Gotham City Impostors
- 2012 - Guardians of Middle-earth
- 2014 - Middle-earth: Shadow of Mordor
- 2017 - Middle-earth: Shadow of War